# Ланге Павло Карлович
Павло Карлович Ланге 13 [25] липня 1846 - після 1917 року) - генерал від артилерії, командир 13-го армійського корпусу.

## Біографія
Походить з дворян Полтавської губернії.
Закінчив Полтавський кадетський корпус (1863 рік) і Михайлівське артилерійське училище (1865 рік), звідки був випущений підпоручиком в Гвардійську кінно-артилерійську бригаду.
У 1870 році закінчив Михайлівську артилерійську академію по 1-му розряду. Брав участь в російсько-турецькій війні 1877-1878 років, нагороджений Золотою зброєю «За хоробрість» .
З 23 вересня 1885 року по 1 січня 1893 рок - командир 1-ї батареї Гвардійської кінно-артилерійської бригади. 1 січня 1893 року призначений від командування при генерал-фельдцейхмейстері великого князя Михайла Миколайовича і зарахований до гвардійської кінної артилерії.
3 січня 1896 року був призначений командиром Гвардійської кінно-артилерійської бригади. 5 грудня 1899 року призначений начальником артилерії 7-го армійського корпусу, а 18 березня 1906 року - командиром 13-го армійського корпусу . 21 травня 1908 року вийшов у відставку з виробництвом в генерали-від-артилерії .
Після виходу у відставку жив в Київі, був дійсним членом Київського клубу російських націоналістів  .
Доля після 1917 року невідома.

## Звання
- поручик (1867 рік)
- штабс-капітан (1869  рік)
- поручик гвардії (1871 рік)
- штабс-капітан (1873 рік)
- капітан (1876 рік)
- полковник (1880 рік)
- генерал-майор (1893  рік)
- генерал-лейтенант (1901 рік).

## Сімейний стан
Був неодружений.